# جاناتان رئیس
جاناتان رئیس (به پرتغالی: Jonathan Reis) بازیکن فوتبال در پست مهاجم/هافبک اهل برزیل است که در شهر Contagem و در تاریخ ۶ ژوئن ۱۹۸۹ به دنیا آمده‌است.

## باشگاهی
جاناتان رئیس در تیم‌های فوتبال اتلتیکو مینیرو، پی‌اس‌وی آیندهوون و ویتس‌آرنهم سابقهٔ حضور دارد.